# هيرفوي كوفاتشيفيتش
هيرفوي كوفاتشيفيتش هو لاعب كرة قدم كرواتي في مركز الوسط، ولد في 12 يوليو 1982 في فينكوفسي في كرواتيا. شارك مع منتخب كرواتيا تحت 21 سنة لكرة القدم. أما مع النوادي، فقد لعب مع نادي إسترا 1961 ونادي بني يهودا تل أبيب.